# Justus Schmidt (Kunsthistoriker)
Heinrich Justus Schmidt (* 15. Januar 1903 in Wien; † 15. August 1970 in Linz) war ein österreichischer Kunsthistoriker und Kunstsammler.

## Leben
Schmidt lernte Buchbinder und studierte parallel dann von 1922 bis 1926 Kunstgeschichte an der Universität Wien, 1929 wurde er dort promoviert. Vom 1. Oktober 1926 bis 1. Mai 1927 war er als Journalist beim Neuen Grazer Tagblatt. 1927 wurde er wissenschaftliche Hilfskraft am Kunsthistorischen Museum und der Albertina, 1927 bis 1936 war er Mitarbeiter am Bundesdenkmalamt in Wien.
1936 wurde er Referent für Kunst- und Kulturgeschichte am Oberösterreichischen Landesmuseum in Linz, nach dem „Anschluss Österreichs“ 1938 war er Vorstand der Kunstsammlungen des Museums. 1939 verfasste Justus Schmidt die erste Wunschliste von Linzer Seite, welche Objekte von den in Wien beschlagnahmten Sachen an das Landesmuseum kommen sollten, auf deren Basis Hans Posse eine Zuteilungsliste für das Führermuseum (Sonderauftrag Linz) erstellte.
Von Mai bis Oktober 1945 war er Mitglied der Landesregierung Eigl. Nach der Entlassung Theodor Kerschners als Museumsdirektor durch die amerikanische Besatzungsmacht war Schmidt bis zur Bestellung Franz Pfeffers im Jahr 1947 interimistischer Direktor des OÖ. Landesmuseums. 1949 trat er aus gesundheitlichen Gründen in den vorzeitigen Ruhestand.
Im Ruhestand war er als Berater des städtischen Kulturamts Linz tätig und maßgeblich am Aufbau der Neuen Galerie von Wolfgang Gurlitt sowie an der Errichtung der Linzer Kunsthochschule beteiligt.
Schmidt verfasste zahlreiche wissenschaftliche Beiträge und war auch als Kunstsammler tätig. Seine Sammlung von Zeichnungen und Grafik gelangte nach seinem Tode an das städtische Museum Nordico in Linz.

## Veröffentlichungen (Auswahl)
- Die Donau von Passau bis zur Reichsgrenze (Reihe Deutsche Lande - Deutsche Kunst). Berlin 1938
- Linz an der Donau (Reihe Deutsche Lande – Deutsche Kunst). München/Berlin 1959.
- Neues Linz (Reihe Deutsche Lande – Deutsche Kunst). München/Berlin 1961.
- Wien (Deutsche Lande – Deutsche Kunst). Berlin 1938